# Gorgonzola
A gorgonzola híres olasz belsőpenészes sajt. Tehéntejből készül, zsírtartalma 48-55% között mozog (szárazanyagban). Szokásos formája 25–30 cm-es átmérőjű, 15–20 cm magas korong, amelynek tömege 6-12 kilogramm lehet. 2-4 hónapig érlelik. Az érettebb változat szilárdabb, és egyre pikánsabb ízű. Az érlelési folyamat elején fémrudakkal átszúrják; ezeken a nyílásokon jutnak belsejébe a recept szerinti baktériumok és gombaspórák.
Neve az egykori Gorgonzola falut idézi, amelyet ma már bekebelezett Milánó. A 9. század óta ismert, de márványos jellegét a 11. században kapta.
Elsősorban desszertsajt, de az olasz konyha számos főtt ételhez is használja (például pizza).
Lombardiában és Piemontban gyártják, pontosan Alessandria, Bergamo, Brescia, Biella, Como, Cremona, Cuneo, Lecco, Lodi, Milánó, Novara, Pavia, Varese, Verbano-Cusio Ossola és Vercelli megyékben.